# Reichsgericht (Österreich)
Reichsgericht war die Bezeichnung des  öffentlich-rechtlichen Gerichtshofes der im Reichsrat vertretenen Königreiche und Länder Österreich-Ungarns, der von 1869 bis Anfang 1919 bestand. Der Gerichtshof mit Sitz in Wien übte dem Staatsgrundgesetz von 1867 zufolge bereits einige jener Funktionen aus, die in der Republik Österreich vom Verfassungsgerichtshof wahrgenommen werden, wurde aber entsprechenden Vorschlägen zum Trotz nicht umfassend mit der Verfassungsgerichtsbarkeit betraut.

## Rechtliche Grundlagen
Die im Gefolge des österreichisch-ungarischen Ausgleichs von 1867 für die österreichische Reichshälfte erlassene so genannte Dezemberverfassung, in Kraft getreten am 22. Dezember 1867, umfasste sechs Grundgesetze, darunter auf Initiative des Verfassungsausschusses des Reichsrates das Staatsgrundgesetz über die Einsetzung eines Reichsgerichts. Gedanklich griff man dabei auf Bestimmungen in Verfassungsentwürfen von 1848 / 1849 zurück, die bereits ein Reichsgericht vorgesehen hatten.

## Kompetenzen
Das Reichsgericht hatte die Aufgabe,
- Kompetenzkonflikte zwischen verschiedenen Gebietskörperschaften oder zwischen Gerichten und Verwaltungsbehörden zu lösen (Kompetenzgerichtshof),
- über Verletzungen der verfassungsrechtlich gewährleisteten politischen Rechte (also im Wesentlichen über die im Staatsgrundgesetz über die allgemeinen Rechte der Staatsbürger gewährleisteten Rechte) durch die Verwaltungsbehörden zu erkennen,
- über Ansprüche gegen die im Reichsrat vertretenen Königreiche und Länder als Ganzes oder gegen eines von ihnen, wenn diese Ansprüche nicht vor den ordentlichen Gerichten ausgetragen werden konnten, zu erkennen.

Nicht zuständig war das Reichsgericht zur Entscheidung über Anklagen von Abgeordneten zum Reichsrat gegen Minister und über strafrechtliche Anklagen gegen Minister. Dazu wurde 1867 ein Staatsgerichtshof vorgesehen, der niemals tätig wurde.

## Tätigkeit
Das Reichsgericht hatte seinen Sitz in Wien (1., Nibelungengasse 4). Es nahm seine Tätigkeit am 21. Juni 1869 auf. Es bestand aus einem Präsidenten (erster Amtsinhaber war Karl von Krauß, ehemaliger Justizminister) und einem Vizepräsidenten, beide ohne offiziellen Vorschlag vom Kaiser ernannt, sowie aus zwölf sachkundigen Mitgliedern und vier Ersatzmännern, ebenfalls vom Kaiser ernannt. Die beiden Kammern des Reichsrates, Herrenhaus und Abgeordnetenhaus, hatten das Recht, für je sechs Mitglieder und zwei Ersatzmänner Dreiervorschläge zu erstatten. Alle Ernennungen erfolgten auf Lebenszeit.
1913 wurde der Tiroler Karl Grabmayr von Angerheim vom Kaiser zum (letzten) Präsidenten des Reichsgerichts berufen. Das Gericht kündigte noch am 23. November 1918, als die Monarchie schon zerfallen war, in der amtlichen Wiener Zeitung öffentliche Sitzungen vom 9. bis zum 17. Dezember an, bei denen u. a. Angelegenheiten aus Galizien verhandelt worden wären. Zehn Tage später wurde die Dezembersession ohne Angabe von Gründen auf unbestimmte Zeit vertagt.
Für das Gebiet des Staates Deutschösterreich wurden die Aufgaben des Reichsgerichts auf Grund des Gesetzes vom 25. Jänner 1919 über die Errichtung eines deutschösterreichischen Verfassungsgerichtshofes, das am 30. Jänner 1919 kundgemacht wurde und damit in Kraft trat, diesem neuen Gerichtshof übertragen, als dessen erster Präsident Paul Vittorelli vom Staatsrat, dem Exekutivausschuss der Nationalversammlung, berufen wurde. Die andere Gebiete des ehemaligen Cisleithanien betreffenden Fälle wurden den jeweiligen Nachfolgestaaten übergeben. Karl Grabmayr wurde vom Staatsrat zum Präsidenten des neuen Verwaltungsgerichtshofes berufen.